# Miche

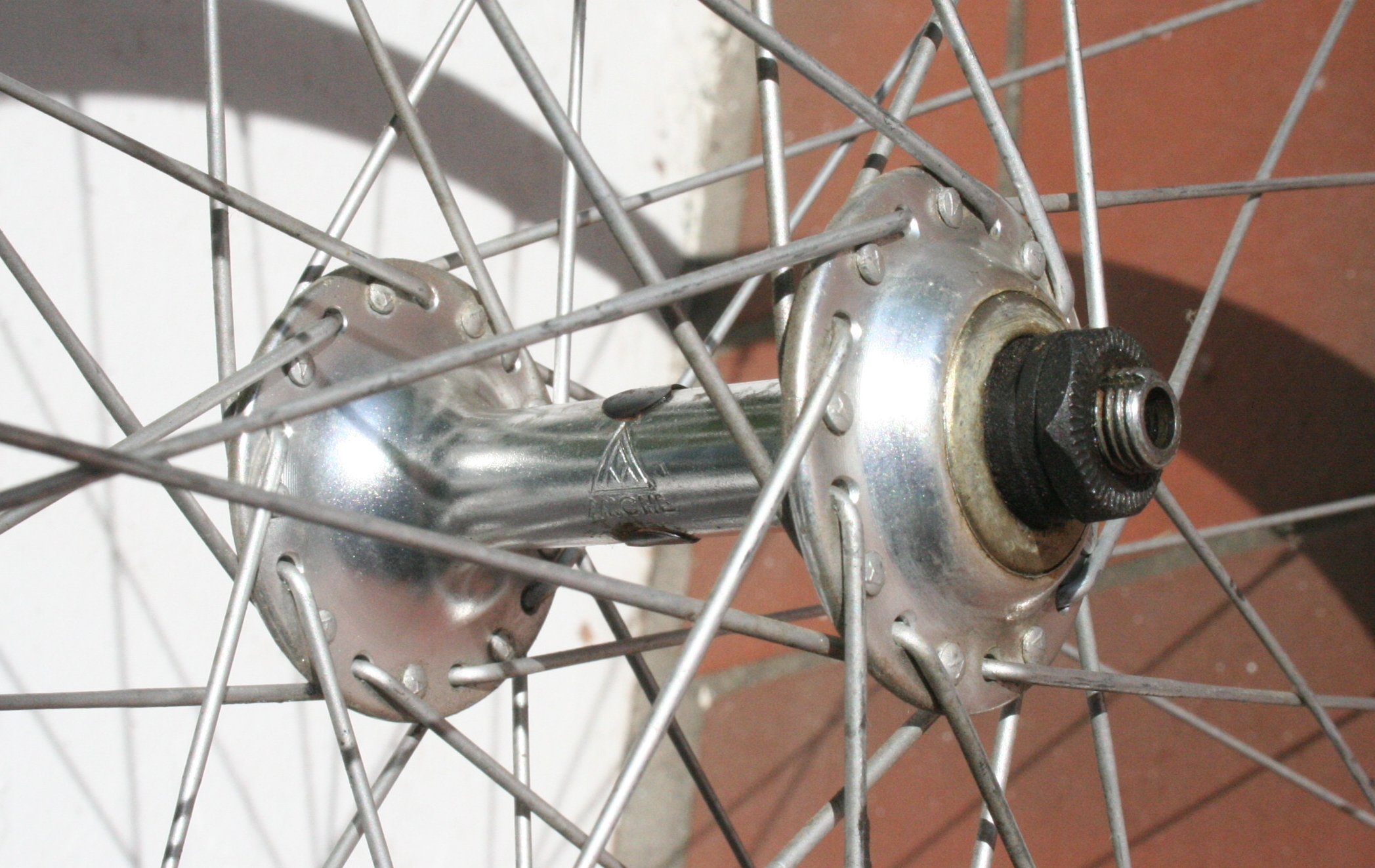
Miche-Nabe in einem Miche-Laufradsatz aus den 1990er-Jahren

Fac Michelin S.r.l., kurz Miche, ist ein italienischer Hersteller von Fahrradkomponenten aus San Vendemiano in Venetien. Das Unternehmen wurde 1919 von Ferdinando Michelin gegründet und stellt heute Produkte für den Radrennsport her.
Anfang des Jahres 2022 übernahm der ebenfalls in Venetien liegende Fahrradhersteller Wilier die Firma Miche.
Miche spezialisierte sich auf die Herstellung von Laufrädern. Heute werden Materialien wie kohlenstofffaserverstärkter Kunststoff („Carbon“), Leichtmetalle wie Aluminium und Verbundwerkstoffe verwendet.

## Bilder

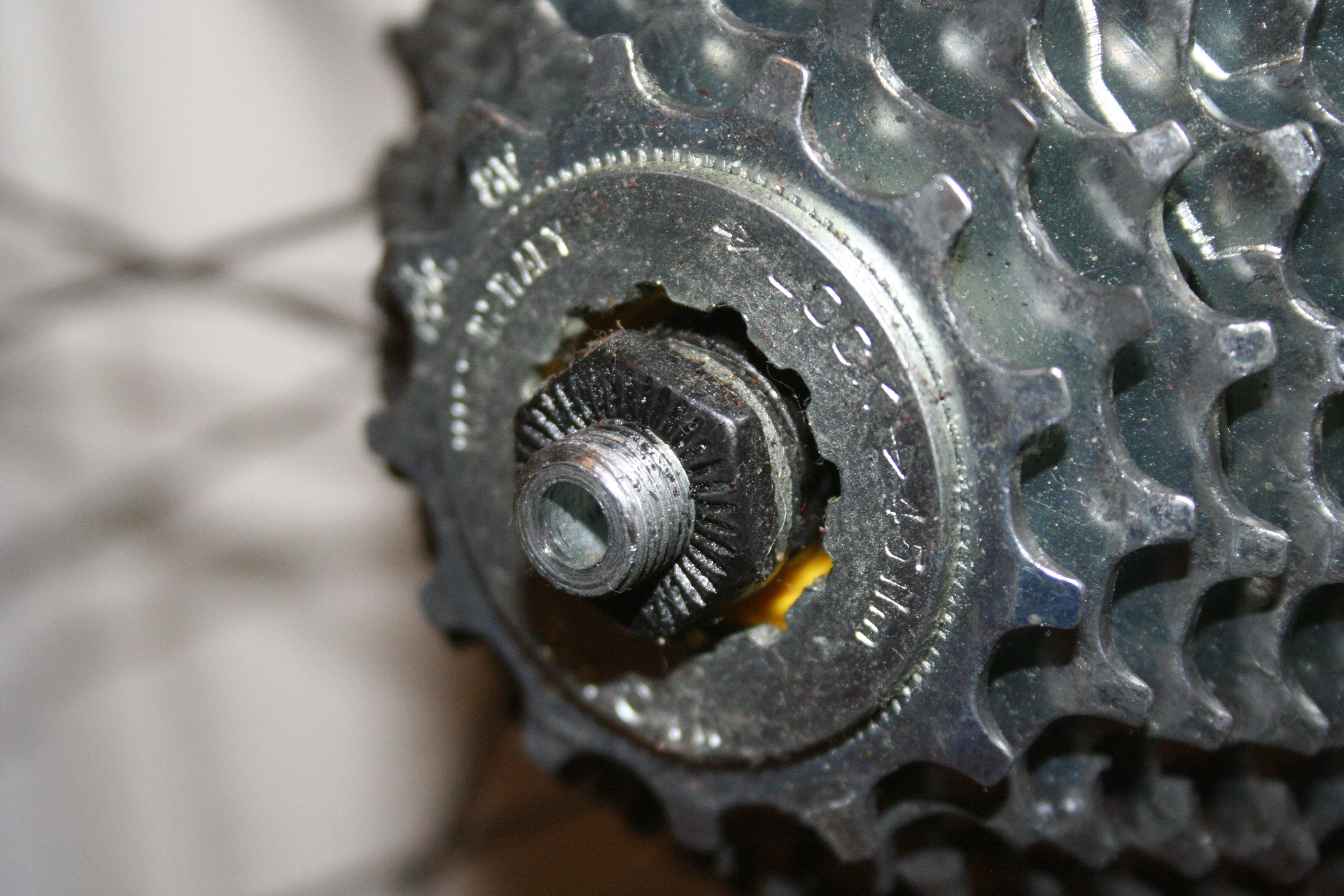
Miche-Rennrad-Kassette aus den 1990er-Jahren
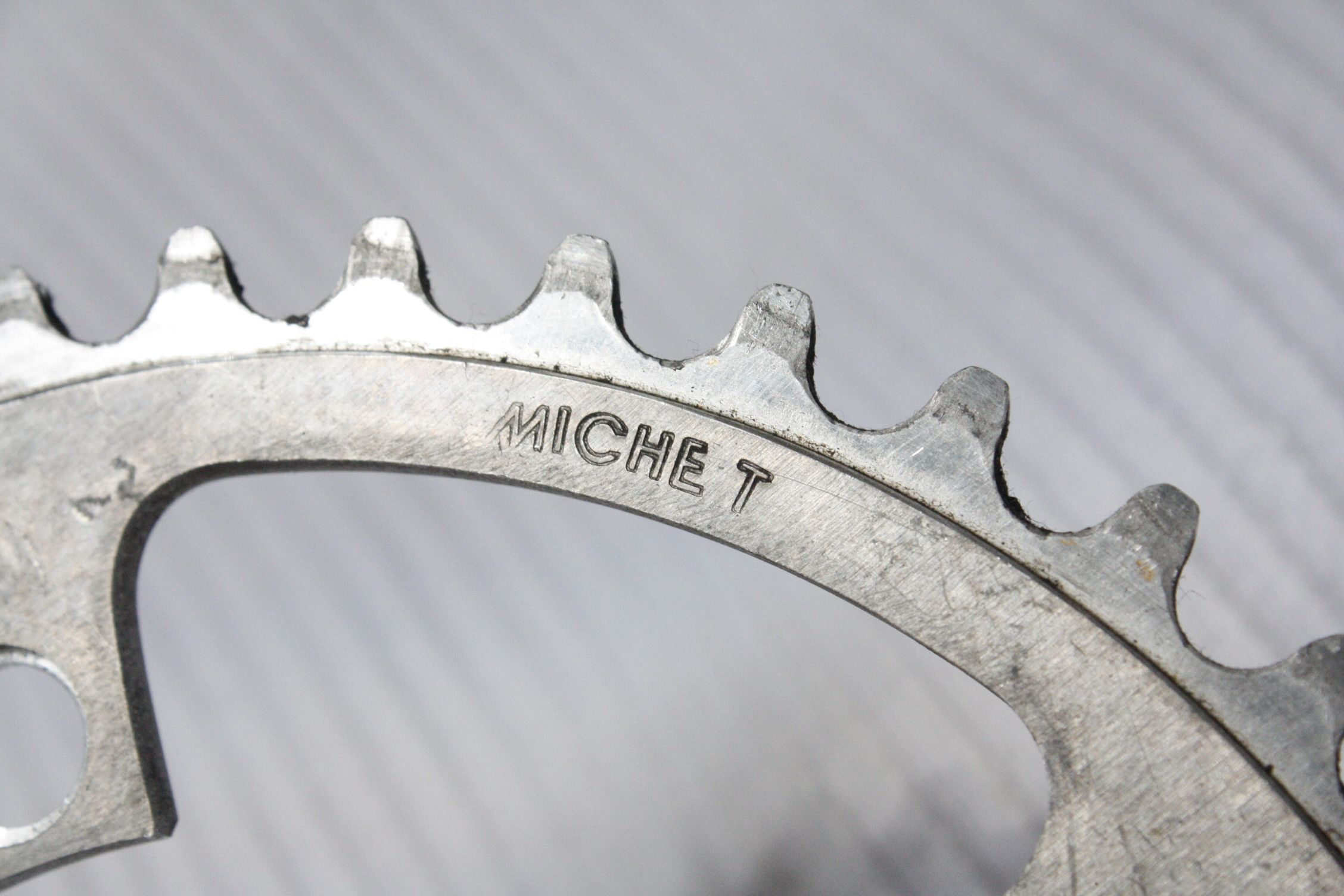
Kettenblatt Miche T für Campagnolo-Systeme (Lochkreis 135 mm)
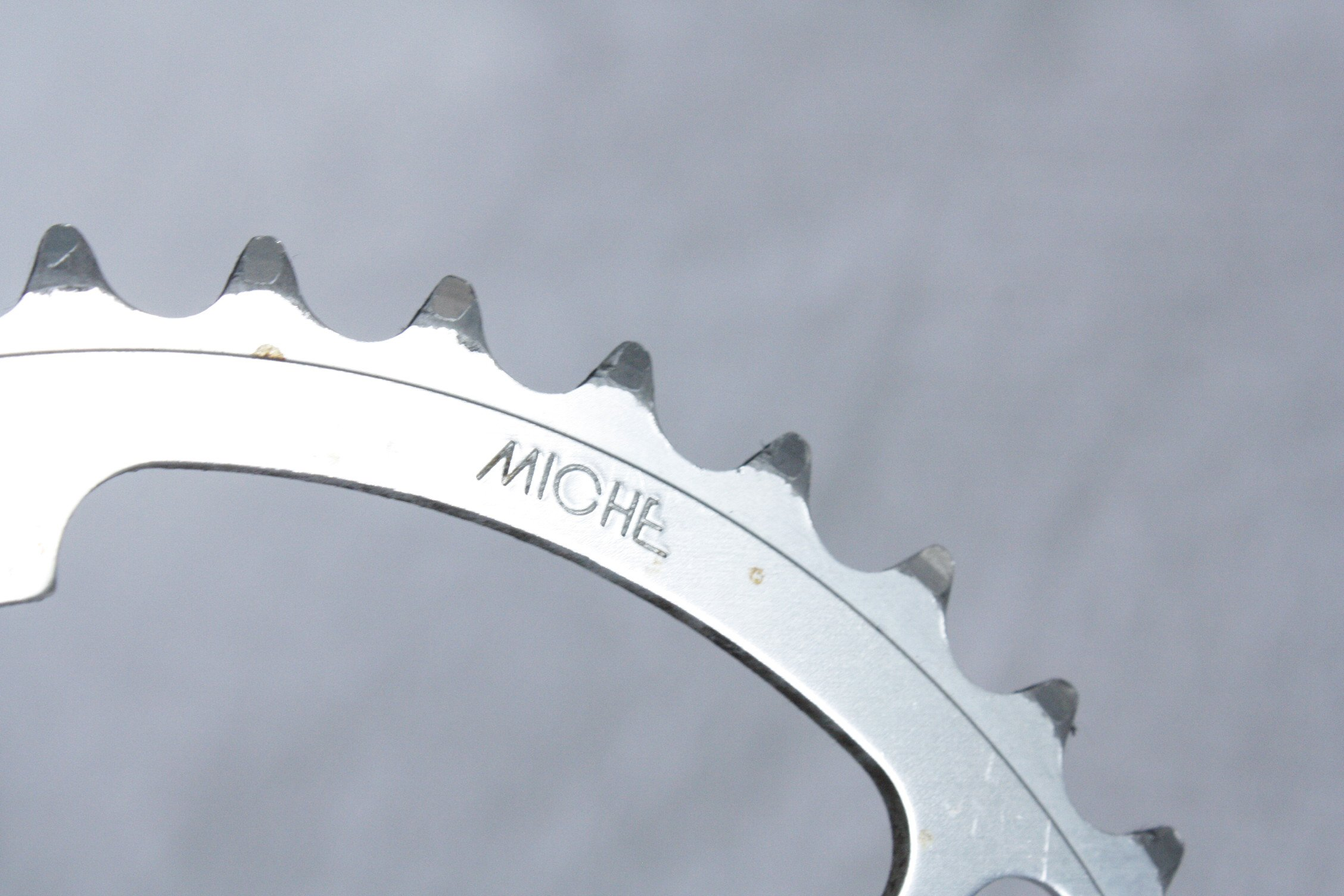
Kettenblatt Miche für Campagnolo-Systeme (Lochkreis 135 mm)
ISO-Vierkant-Innenlager von Miche